# Universidade de São Francisco
A Universidade de São Francisco (em inglês:  University of San Francisco, USF) é uma universidade norte-americana jesuíta, seletiva e privada, localizada em San Francisco, Califórnia.
Fundada em 1855, é a mais antiga universidade da cidade e a segunda mais antiga instituição de ensino superior da Califórnia.